# Universiada de invierno de 2013
La Universiada de Invierno 2013, la XXVI Winter Universiada, es un evento de múltiples deportes de invierno, que se celebrará en Trentino, Italia entre el 11 hasta el 21 de diciembre de 2013. En un principio, estaba previsto llevar a cabo en Maribor, Eslovenia, pero el Gobierno de Eslovenia revocó su decisión de financiar parcialmente el proyecto debido a problemas financieros en febrero de 2012. En marzo de 2012, la Federación Internacional de Deporte Universitario decidió que iba a organizar la Universiada en otros lugares.
FISU anunció oficialmente que el Trentino región de Italia será sede del evento. 

## Deportes
Los números entre paréntesis indican el número de eventos de medallas disputadas en cada deporte.
- Esquí alpino (10)
- Biatlón (9)
- Esquí de fondo (11)
- Curling (2)
- Patinaje artístico (5)
- Hockey sobre hielo (2)
- Patinaje de velocidad en pista corta (8)
- Snowboarding (8)

## Sedes
Los siguientes lugares han sido nombrados para acoger los diferentes eventos en la Universiada de Invierno 2013:
- Baselga di Piné
  - Ice Stadium - Patinaje de velocidad
  - Pista Pinè - Curling

- Monte Bondone - Freestyle, snowboard
- Pergine Valsugana - Hockey sobre hielo
- Trento - Patinaje artístico, patinaje de velocidad en pista corta
- Val di Fassa
  - Canazei - Hockey sobre hielo
  - Passo San Pellegrino - Esquí alpino
  - Pozza di Fassa - Esquí alpino

- Val di Fiemme
  - Cavalese - Hockey sobre hielo
  - Predazzo - combinada nórdica (salto de esquí), saltos de esquí
  - Lago di Tesero - biatlón, esquí de fondo, nórdico combinado (cross-country)